# Rivolta d'Adda
Rivolta d'Adda là một đô thị ở tỉnh Cremona, vùng Lombardia của Italia, có vị trí cách khoảng 25 km về phía đông của Milan và khoảng 50 km về phía tây bắc của Cremona. Tại thời điểm ngày 31 tháng 12 năm 2004, đô thị này có dân số 7.285 người và diện tích là 29,9 km².
Rivolta d'Adda giáp các đô thị: Agnadello, Arzago d'Adda, Casirate d'Adda, Cassano d'Adda, Comazzo, Merlino, Pandino, Spino d'Adda, Truccazzano.

## Nơi quan tâm
Công viên thời tiền sử, một công viên chủ đề tự nhiên nằm ở vùng ngoại ô của thị trấn cùng tên, trong Vườn Adda.